# 宇治市立西小倉小学校
宇治市立西小倉小学校（うじしりつ にしおぐらしょうがっこう）は、京都府宇治市伊勢田町遊田にある公立小学校。

## 概要
宇治市立小倉小学校の児童増加に伴い1969年4月に児童数635名、17学級で開校した。開校当時校舎が一部未完成であったため、1年生・5年生を西小倉小学校に収容し、他の学年10学級は小倉小学校内に設置されたプレハブ校舎で仮収容することでスタートした。小倉小学区と西小倉小学校の児童数増加により、数年後には宇治市立北小倉小学校、宇治市立伊勢田小学校、宇治市立南小倉小学校がそれぞれ開校し、校区を変更している。小倉・伊勢田地区では2番目に古い小学校となっている。

## 沿革
- 1969年4月 - 開校。校章制定
- 1969年8月 - 給食調理室竣工
- 1969年9月 - 校歌制定
- 1969年12月 - 校舎完成 竣工式
- 1970年5月 - 育成学級（仲よし学級）開設
- 1970年7月 - 校門前市道に並行して通学専用道路新設
- 1971年3月 - 体育館兼講堂竣工。校舎（普通教室3、家庭科室）を増築
- 1971年4月 - 校旗制定
- 1972年2月 - 校舎（普通教室9）を増築（プレハブ校舎を解消）
- 1972年8月 - プール竣工
- 1973年4月 - 宇治市立北小倉小学校新設に伴い校区を変更
- 1974年4月 - 宇治市立伊勢田小学校新設に伴い校区を変更（浮面地区を分離）
- 1975年3月 - 南校舎を東側に増築（普通教室3、図工室）
- 1978年4月 - 宇治市立南小倉小学校新設に伴い校区を変更（山際、南浦地区を分離）
- 1979年5月 - 学裁農園（中遊田の無償借地）を開設
- 1980年2月 - 校門竣工
- 1980年3月 - アスレチック、体育館への渡り廊下竣工
- 1980年4月 - 米飯給食を開始
- 1981年4月 - 障害児学級「ひまわり学級」開設
- 1982年1月 - グラウンドに体育倉庫を設置
- 1982年9月 - 学校給食調理室改良工事竣工
- 1985年3月 - プラスチック製の校章を校門正面に設置
- 1986年12月 - 学裁農園を閉鎖（地主の都合により返還）
- 1988年4月 - 機械警備開始
- 1988年9月 - 大規模改造工事（体育館内部全面改修工事）竣工
- 1989年9月 - グラウンドを改修
- 1990年3月 - ランチルーム開設
- 1991年10月 - 大規模改造工事（北校舎外壁・特別教室・水道）竣工
- 1995年8月 - 大規模改造工事（南校舎の外壁塗装を改修）竣工
- 1997年8月 - 北校舎のトイレを改修
- 1998年8月 - 南校舎のトイレを改修
- 1998年10月 - コンピューター教室を設置
- 2007年 - 大規模改造工事竣工
- 2009年 - 耐震補強工事竣工

## 主な進学先
- 宇治市立西小倉中学校

## 周辺施設
- 京都府立城南菱創高等学校

## 交通
- 近鉄京都線 小倉駅下車
- JR奈良線 JR小倉駅下車

## 著名な出身者
- 角田誠（サッカー選手）

## 通学区域が隣接している学校
- 宇治市立北小倉小学校
- 宇治市立南小倉小学校
- 宇治市立伊勢田小学校
- 久御山町立佐山小学校
- 京都市立向島秀蓮小中学校